# BEAT EMOTION
『BEAT EMOTION』（ビート・エモーション）は、日本のロックバンドであるBOØWYの5枚目のオリジナル・アルバム。
1986年11月8日に東芝EMIのイーストワールドレーベルからリリースされた。前作『JUST A HERO』（1986年）よりおよそ8か月振りにリリースされた作品であり、作詞はBOØWYメンバー全員が担当し、作曲は氷室京介および布袋寅泰、プロデュースは布袋および糟谷銑司が担当している。
レコーディングは日本国内にて18日間で完了し、トラックダウンなどの作業も全て日本国内で行われた。サウンド面では「音源を残す」事に意識的であった前作から一変し、「ライブハウス時代を思い出そう」とのコンセプトで制作され、BOØWYのアルバムで唯一メンバー全員が作詞を手掛けている事を特徴としている。
本作からは先行シングルとして「B・BLUE」がシングルカットされオリコンシングルチャートにおいてバンド初のベスト10入りを果たし、また後にリカットされた「ONLY YOU」が同チャートにて最高位第4位を獲得した。本作はオリコンアルバムチャートにて初登場第1位を獲得し、売り上げ枚数は累計で約120万枚を記録した。

## 背景
前作『JUST A HERO』（1986年）リリース後、全国ツアー最終日である7月2日に日本武道館単独公演を実施、チケットは3時間で完売し成功を収めたBOØWYは、同日に初のビデオ『BOØWY VIDEO』をリリース。また、7月31日には日本武道館のライブを収めた初のライブ・アルバム『“GIGS” JUST A HERO TOUR 1986』を10万枚限定でリリースし、ライブアルバムは売れないという定説を覆して即完売するなど、人気はさらに上昇し続けていた。
人気が上昇するに連れてテレビ番組からの出演オファーが増加し、3月3日にはフジテレビ系深夜番組『オールナイトフジ』（1983年 - 1991年）に初出演、3月5日にはフジテレビ系音楽番組『夜のヒットスタジオDELUXE』（1985年 - 1989年）に初出演し「わがままジュリエット」を演奏している。その際に氷室の初恋の人物が登場するシーンなどが放送された。4月26日には中京テレビ放送バラエティ番組『5時SATマガジン』（1981年 - 1993年）において「ロックスターボウリング大会」と題した企画に出演し、メンバー全員がボウリングを行うなど、テレビ番組への露出が格段に増していった。
1986年はイベントライブへの出演も多数行っており、7月20日に札幌市民会館にて開催された「HBCフレッシュコンテスト」にゲスト出演した他、7月27日に夕張石炭の歴史村にて開催された「パロ・パロ・ロック・フェス」、8月2日および3日の2日間連続で福岡玄海国定公園・恋の浦にて開催された「第6回 南こうせつ サマー・ピクニック」、8月4日に新宿都有3号地にて開催された「ウォーター・ロック・フェス」、8月8日に秋田県営ラグビー場にて開催された「ROCK CITY CARNIVAL ’86」、8月10日にスポーツランドSUGOにて開催された「Rock’n roll Olympic ’86」にそれぞれ出演した。なお、新宿都有3号地にて開催された「ウォーター・ロック・フェス」では豪雨の中での演奏となった。その模様は10月11日にNHK総合音楽番組『ロックステージ イン 新宿』として放送された。
夏のイベントライブ終了後、メンバーはそれぞれ約3週間の休養期間を取る事となった。氷室はデモテープ制作の他に両親を連れて温泉旅行へと出掛け、布袋は山下久美子や松岡英明のレコーディングに参加した他に山下と共にロンドン旅行へ、松井は仙台で飲み歩き、高橋は仙台に滞在した他に氷室と共に草津などを訪れた。9月29日には先行シングルとして「B・BLUE」をリリースし、オリコンチャートにおいて最高位第7位を獲得し同バンドでは初となるベスト10入りとなった。

## 録音、制作
レコーディングは1986年9月6日から23日まで新宿御苑にある老舗スタジオのテイクワン G&R スタジオで行われており、前作・前々作が日本国外でレコーディングやミックスを行ったのに対して、本作は全ての作業を日本国内で行った。スタジオのロビーには麻雀卓が設置されており、リラックスした雰囲気の中でレコーディングが行われている。レコーディングには僅か18日間しか費やしておらず、ドラム、ベースは最初の5日間程で録り終えており、また1日で3、4曲は録り終えるほどバンドとしての力量が上がっている状態であった。その他、アルバムジャケットの撮影もレコーディング初日に行われた。リズム録りの終了後、松井はリンパ腺が腫れ高熱が3日ほど続き医者から入院を勧められる事態となった。氷室は後年、1枚目のアルバム『MORAL』（1982年）や2枚目のアルバム『INSTANT LOVE』（1983年）などのようにリリース日も決定しないまま制作する方式が本来正しいものであると主張しており、本作の制作については量産的に作業を進めるベルトコンベアに近い状態であったことから、自身の中で勝手に義務感を感じ始めていたと述べている。
前作においてサウンド面で納得のいく「BOØWYの完成形」と呼べるアルバムを作ることが出来たメンバーが、今度は自分達の手法で商業面での成功である「チャート1位を狙う」目的でレコーディングを開始する事となった。ただ売れる事を目指す訳ではなく、プロのバンドである以上のケジメとして具体的に人に伝え広がっていく事に挑戦したいとの意図であると氷室は述べている。また、前作が作り込まれた作品であった事から、本作は「ライブハウス時代を思い出そう」というコンセプトでよりシンプルな4人だけでの演奏を追求した作品となった。しかし布袋の意向により、ゲストミュージシャンとして山下久美子やホッピー神山、矢口博康などが参加している。
松井は3枚目のアルバム『BOØWY』（1985年）に近い制作環境であったと述べ、布袋は前作が夢うつつや憂鬱などを表現し趣向を凝らした内容であったのに対し、本作では作曲時のインパクトやメロディアスな曲を大胆に取り入れる方向性で制作したと述べている。また布袋は前作とそれを具体化したツアー「JUST A HERO TOUR 1986」を経て本作に行き着いたとし、ツアーによってリスナーからのBOØWYに関する認知度が高まった事から「手のひらを見せたってかんじ」であると述べ、氷室はそれまでのライブで着飾った部分を見せてきた事からファンとの信頼関係を鑑みて「そろそろ肌を見せてもいい」と判断したと述べている。制作段階では本作をラスト・アルバムと想定していた事が明らかにされており、アルバムタイトルには全ての始まりとなった東芝EMIへの移籍前の1984年のライブツアーと同じ名称が使用された。

## 音楽性と歌詞
リリース当時、音楽誌『ギターブックGB』1986年12月号のインタビューにおいて氷室は、BOØWY結成当時の瞬発力を表現したいと述べた他、BOØWYのデビュー時にはセックス・ピストルズを始めとしたパンクムーブメントが終了し、スクイーズなどのメロディがはっきりとしたバンドが出現した時期であった事もあり、この時期にあえてそれらの要素を取り入れた作品を目指して制作した事を述べている。また、布袋の意向によりT・レックスのような曲が収録されている事を述べた他、BOØWYのルーツとなった音楽を裸になって表現した作品であるとして、前作が「オシャレに着飾ったアルバム」であるとした場合、本作は「“肌”の部分が強いね。“肌で感じさせよう” みたいな」とも述べている。高橋は自著『スネア』において、本作は前作の揺り戻しが背景としてあった上で制作された事を述べ、「今の自分たちがゴリゴリでシンプルな8ビートである “BEAT EMOTION” を刻むとこうなるんだ」という事を提示する作品であった事を述べている。また高橋は前作が氷室の色が強い作品で、本作は布袋の色が強い作品であると述べている。氷室は後年、BOØWYの代表作と言えば本作か次作『PSYCHOPATH』（1987年）になると推測した上で、本作における表現は氷室にとってベストの表現ではなくあらゆる表現の中の一つに過ぎないと主張し、クリエイティブな作業をする人には必ず伴う宿命であると前置きした上で、「諦めとは違う意味で割り切ってる部分もある」「無理をしない程度の、いちおうのサービス」であるとも述べている。
音楽誌『別冊宝島1322 音楽誌が書かないJポップ批評43 21世紀のBOØWY伝説』にて音楽評論家の今井智子は、BOØWYの楽曲は「キレよく短いギター・イントロで印象的に始まり、テンポよく展開していくものが多い」とした上で、「B·BLUE」はその代表例であると主張した。今井はBOØWYの楽曲はイントロや中盤のギターソロが冗長でない事から布袋がバンドとして必要な要素を良く理解していたからではないかと推測し、本作の音楽性は前作よりもライブアルバム『“GIGS” JUST A HERO TOUR 1986』の雰囲気を受け継いだものであると主張した。その他にも、「ONLY YOU」は歌から始まるイントロが抜群であるとした他、「RUNAWAY TRAIN」はブルースロックにニュー・ウェイヴ風のアレンジを施したような曲、「BEAT SWEET」はグラマラスなコーラスが入り布袋のギターが見事であるとし、「NOISE LIMITTER」のアウトロで挿入される「レトロなカーニバル・サウンド」に関しては「布袋の得意技」であると主張、さらに「SUPER-CALIFRAGILISTIC-EXPIARI-DOCIOUS」は「サウンド・コラージュのようなテンポ感や奇抜な展開に布袋節が全開だ」とも主張した。
大量の作詞を抱えた氷室は「いきなりこんなに詞書けそうもねぇよ」と述べ、レコーディングが終了してスタジオ内で麻雀をしていた松井恒松と高橋まことに対して憤慨した様子で「お前ら暇だろ? この曲の歌詞書けよ」と依頼したと高橋は述べている。音楽誌『別冊宝島1322 音楽誌が書かないJポップ批評43 21世紀のBOØWY伝説』にて今井は、松井による「WORKING MAN」や「RAIN IN MY HEART」は「氷室スタイルを参考に生真面目な熟慮の跡が窺える」とした他、高橋による「DRAMATIC? DRASTIC!」は「天然なノリそのまま」と主張した。

## 楽曲

### SIDE-1
1. 「B・BLUE」
4枚目のシングル。仮タイトルは「TRUE BLUE」[26]。詳細は「B・BLUE」の項を参照。
2. 「ONLY YOU」
5枚目のシングルとしてリカットされた。仮タイトルは「コステロよりはまだ若い」[26]。詳細は「ONLY YOU」の項を参照。
3. 「RUNAWAY TRAIN」
仮タイトルは「ベースのリフは殺しの調べ」[26]。ディレクターの子安次郎によるとアナログ盤全盛期にはA・B面それぞれの1曲目および最終曲が重要視されていたが、CDの登場により冒頭3曲が重視される戦略が取られるようになり、シングルカットされた1、2曲目に続いて3曲目に本曲が選定されたという[12]。3曲目まで一気に聞き通せる完成度になった事で子安は歓喜した述べている[12]。書籍『PERFECT BOOK BOØWY』では、松井によるベースのリフが特徴的であると指摘した他、布袋はパワーコードやユニゾン、カッティングなどを駆使しており「やりたい放題」と指摘している[26]。
4. 「BEAT SWEET」
仮タイトルは「モット・ザ・フープルにはなれなかったよ」[26]。子安はイントロのギターからドラムに入る箇所は、一瞬リズムの頭を見失うほど面白いパターンであると述べている[12]。最後のコンサートツアーとなった「ROCK'N ROLL REVIEW DR.FEELMAN'S PSYCHOPATHIC HEARTS CLUB BAND TOUR」では当初セットリストから外されていたが、ファンからの要望でツアー途中からセットリストに組み込まれた[27]。子安はBOØWYのライブでは聴衆が同時に歌う事が特徴的であったと述べ、本曲はライブ時にメンバーと聴衆が一体となる事が多く、一緒に歌ってて気持ちいい曲のベスト3に入るとも述べている[12]。『音楽誌が書かないJポップ批評43 21世紀のBOØWY伝説』にてライターの齋藤奈緒子は、モット・ザ・フープルの『ロックンロール黄金時代（英語版）』（1974年）をベースにした「布袋の挑発的なギターリフとタメの利いたビートが主役の名R&Rナンバー」と述べている[28]。書籍『PERFECT BOOK BOØWY』では、ギターによるイントロからリズム隊および歌が始まる際に表裏が入れ替わったかのように錯覚する構成となっており、その原因は裏拍にあるギターリフのアクセントが表に聴こえてしまうことであると解説している[26]。トリビュート・アルバム『BOØWY Tribute』（2003年）において、岩瀬敬吾によるカバーが収録されたほか[29]、布袋のベスト・アルバム『ALL TIME SUPER BEST』（2005年）において、布袋自身によるセルフカバーが収録されている[30]。
5. 「NOISE LIMITTER」
仮タイトルは「決まりの文句でイカしたナンパ」[26]。ライブでは演奏されていない[27]。子安は本曲におけるデジタルビートのサウンドは後の布袋のソロ作品に受け継がれていると指摘した他、初期の未発表曲である「LET’S THINK」と同じ言葉が使用されている点も指摘している[12]。『音楽誌が書かないJポップ批評43 21世紀のBOØWY伝説』にて齋藤は、「布袋の実験的なアレンジによる異色のデジタル・ロック」と述べている[31]。書籍『PERFECT BOOK BOØWY』では、「シニカルな詞とノリの良い演奏がBOØWY初期を彷彿させる楽曲」であると主張、さらにアウトロにおける遊園地を彷彿させる展開が「虚無感をいっそう引き立てる」とも主張している[26]。
6. 「DON’T ASK ME」
仮タイトルは「なぎさの黄金バット」[26]。アコースティック・ギターが積極的に導入された曲[28]。『音楽誌が書かないJポップ批評18 BOØWYと「日本のロック」』では、本作における氷室の歌詞が前作で顕著であった語感優先の歌詞ではなくストーリー性を重視した作詞になっている点を挙げ、本曲は「危なげな雰囲気は消え、平均点以上のデキを求められた優等生的佇まい」であると記している[27]。書籍『PERFECT BOOK BOØWY』では、「ビートの効いたミドルテンポのラブソング」であると記しており、弾き語り風のアコースティック・ギターによるサウンドに「終わりを意識した恋人達のセンチメンタルな心情を描いた」という歌詞による「甘く切ない歌唱が乗る」楽曲であると表現している[26]。
7. 「B・E・L・I・E・V・E」
BOØWYの数少ないバラード曲の1つ[12]。子安は「氷室の歌のうまさ、セクシーさが一段と光る楽曲」と述べている[12]。『音楽誌が書かないJポップ批評18 BOØWYと「日本のロック」』では、「少ないコード数でも、これほどのラブソングが作れるという布袋のセンスが光る曲」と記されている他、アルバムの最終曲としても問題ない曲であるとも記されている[27]。書籍『PERFECT BOOK BOØWY』では、BOØWYの楽曲群の中では珍しいスローバラードであると指摘、歌詞の内容については「恋愛ではなく、傷ついた友に向けて語りかけるようなもの」であると主張、「サウンドと歌詞の両面から、一枚毎に進化し続けていった彼らの柔軟さと、懐の深さを、同時に感じさせる一曲」であると総括している[26]。

### SIDE-2
1. 「SUPER-CALIFRAGILISTIC-EXPIARI-DOCIOUS」
仮タイトルは「カリプソロックでご機嫌さ」[26]。氷室が作詞できず代わりに布袋が作詞を担当した[27]。タイトルの由来はアニメ映画『メリー・ポピンズ』（1964年）に登場する楽曲の名前から取られている[注釈 1][27]曲中にモーツァルト「アイネ・クライネ・ナハトムジーク」（1787年）の第1楽章の冒頭部分が引用されている[32]。子安はトロピカルなレゲエ調のイントロを聴いた際に「これがBOØWYか？」と思った者が多くいたのではないかと推測している[12]。またレコーディング時にイントロの部分が上手く行かず難航していたとも述べている[33]。間奏のキーボードソロはホッピー神山による演奏となっている[12]。書籍『PERFECT BOOK BOØWY』では、イントロはレゲエでAメロにはスカのリズムを取り入れていることを指摘、歌詞については「布袋の手によるリリックは、氷室詞と一味違う味付けである」と主張している[26]。
2. 「DOWN TOWN SHUFFLE」
仮タイトルは「デフ・スクール（英語版）は盲目の学校」[26]。クレジットには表記されていないが、山下久美子がコーラスで参加している[33][26]。子安は布袋によるギターフレーズが単なるロックギタリストではない所以であると述べている[33]。『音楽誌が書かないJポップ批評18 BOØWYと「日本のロック」』では、「氷室の無国籍な歌詞と布袋のJAZZ風のギターソロが印象的」と記されている[27]。コンサートツアー「ROCK’N ROLL CIRCUS TOUR」において、ツアー中盤から本曲の前に高橋によるドラムソロが挿入された[27]。『音楽誌が書かないJポップ批評43 21世紀のBOØWY伝説』にてライターの安部薫は、アメリカン・オールディーズを彷彿させるとし、様々な人物が登場するも全員が自分を持っていない事が80年代を象徴していると述べている[28]。書籍『PERFECT BOOK BOØWY』では、歌詞について「外国の下町で暮らすどこかおかしな四人を俯瞰した視点から皮肉混じりに描く、ストーリー仕立ての一曲」であると記しており、BOØWYの風刺の表現としては新しい形であると指摘している[26]。
3. 「WORKING MAN」
4枚目のシングル「B・BLUE」のB面曲。ベースとなるレコーディングは麹町にある老舗のスタジオであるサウンドインスタジオにて行われた[33]。ファーストテイクでは1分半程度と曲が短すぎたためにその場で時間を延ばす事が決定された[33]。ビートの細かさと速さ故にレコーディング終了後に松井と高橋は息が上がる程であったという[33]。『音楽誌が書かないJポップ批評18 BOØWYと「日本のロック」』では、曲のテーマはファーストアルバム『MORAL』（1982年）収録曲である「ÉLITE」と同様であると指摘した上で、同曲よりも聴き心地の良い仕上がりになっていると評価した[27]。。書籍『PERFECT BOOK BOØWY』では、「働く社会人を応援する松井詞の名曲」であると主張、また「詞に込められたメッセージのベクトルが氷室のものとは全く違った方向へと向かっているのが注目すべきポイント」であると記している[26]。
4. 「RAIN IN MY HEART」
仮タイトルは「四十肩には生ギター」[26]。子安はアメリカ合衆国のシンガーソングライターであるバディ・ホリーの作品に「レイニング･イン･マイ･ハート（英語版）」（1959年）という曲がある事を指摘している[33]。『音楽誌が書かないJポップ批評43 21世紀のBOØWY伝説』にてライターの宮城正樹は、ギタープレイからAメロへの導入部がアリスのシングル「今はもうだれも」（1975年）と類似していると指摘した[32]。書籍『PERFECT BOOK BOØWY』では、「クリーントーンのギターからイントロが始まるミドルテンポの曲」であると記しており、歌詞については「若かったあの頃の忘れかけていた気持ちを思い出す」という内容であり、「情景描写を交えながら巧く描き切っている」と総括している[26]。カバー・アルバム『BOØWY meets PERSONZ〜GIRLS, WILL BE GIRLS〜』（2009年）において、PERSONZによるカバーが収録されている[34][35]。
5. 「DRAMATIC? DRASTIC!」
仮タイトルは「トーキング・ヘッズは3時のおやつ」[26]。BOØWY解散後に開催された後楽園ホールでの高橋のソロライブにおいて、高橋のボーカルで演奏された[27]。『音楽誌が書かないJポップ批評43 21世紀のBOØWY伝説』にて宮城は、曲調が3パターンに変化するもキャッチーさを失わないユニークな曲であると指摘し、トーキング・ヘッズ的なタイトな音作りや間奏の爪弾くギター・ワークが印象的であると述べている[28]。書籍『PERFECT BOOK BOØWY』では、歌詞について「男女の恋の駆け引きに関するもの」であると指摘した上で、「言葉の選び方や繋げ方などに、どこか氷室を意識している風の印象を受ける」と主張している[26]。
6. 「OUR REVOLUTION」
仮タイトルは「T・REXが好きな君に」[32][26]。イングランド出身のバンドであるT・レックスを意識して制作された曲[33]。子安はBOØWYがグラムロックの影響下にあった事を示唆した上で、本曲は「思い切ったキーの設定により、この曲独特な世界観を作り出している」と述べている[33]。書籍『PERFECT BOOK BOØWY』では、「布袋がT-REXを意識して作った、グラムテイスト漂う一曲」であると主張、他の楽曲と比較して歌唱キーが低いことから「普段と違った氷室の歌唱を聴くことが出来る」と記している[26]。
7. 「SENSITIVE LOVE」
仮タイトルは「小指をかんでよ、ねぇダーリン」[26]。ライブでは演奏されていない[27]。通常ではアルバムの最終曲はスローなテンポの曲にする場合が多いが、本作ではアルバムの特性を表すかのごとくアップテンポな本曲が最終曲として選定された[33]。子安は本曲を聴き終えた後に再度1曲目から聴きたくなる曲順であると述べている[33]。『音楽誌が書かないJポップ批評43 21世紀のBOØWY伝説』にて齋藤は、歌詞の最後の一節が解散前夜的であると深読みしてしまうと述べている[32]。また、最後の英語詞の箇所はジョージ・マイケルの楽曲「ディファレント・コーナー（英語版）」（1986年）の一節を引用している。書籍『PERFECT BOOK BOØWY』では、本曲が「氷室流8ビート曲」であり「サビは開放的だが、バックで爪弾かれるアルペジオが歌詞と合わさり非常にメランコリック」であると主張、後の氷室のソロ作品に通じる部分が随所に見受けられると指摘している[26]。

## リリース
本作は1986年11月8日に東芝EMIのイーストワールドレーベルよりLP、CD、CTの3形態でリリースされた。LP盤には未収録となった「NOISE LIMITTER」および「WORKING MAN」の2曲がCDおよびCTにのみ追加収録されている。本作のために書き下ろされた曲である「B・BLUE」が先行シングルとして同年9月29日にリリースされ、解散が決定事項となった後に東芝EMIからの要望で「ONLY YOU」が1987年4月6日にリカットとしてリリースされることとなった。
後にCD-BOX『BOØWY COMPLETE』に収録される形で1991年12月24日、1993年3月3日、2002年3月29日の計3回リリースされ、2002年版では初めて20ビット・デジタルリマスター版が収録された。
さらに2005年2月16日には24ビット・デジタルリマスター版が単体でリリース、解散宣言から20年となる2007年12月24日には紙ジャケット仕様でリリース、デビューから30周年となる2012年12月24日にはブルースペックCD2でリリースされた。
その後も35周年を記念して2017年6月28日に2007年リリースの紙ジャケット盤が限定復刻、同年7月26日には180gの重量盤としてロサンゼルスのマスタリングスタジオであるバーニー・グランドマン・マスタリングにてカッティングが行われたLP盤として再リリース、さらに2018年3月28日にはハイレゾリューションオーディオ化された音源がFLACとして再リリースされた。

## プロモーション
本作に関するテレビ番組出演として、1986年11月5日放送のフジテレビ系音楽番組『夜のヒットスタジオDELUXE』（1985年 - 1989年） において「B・BLUE」を演奏、12月3日にはまだシングルカットされていなかった「ONLY YOU」を演奏している。その際にテレビ局側との事前の打ち合わせにおいて、「氷室は郷ひろみ、布袋は宮路オサムの物真似が得意です」と冗談で回答した所、12月3日の生放送本番中に司会の古舘伊知郎から物真似を行うよう要求されたが、メンバーは「物真似するためにここへ出てきたわけじゃありません」と拒否する事となった。この件に関して後年古館は、当時名古屋のホテルで氷室と偶然出会った際に、氷室から「この前すいません。ちょっと歌前で気取ったトークしちゃって」と話しかけられたエピソードを述べており、その後テレビ朝日系報道番組『報道ステーション』から古舘が降板した際に発した最後のメッセージを見た事を切っ掛けに、WOWOWで放送された氷室の引退までの足跡を追ったドキュメンタリー番組のナレーションを氷室から依頼される事になったと述べている。また高橋は『夜のヒットスタジオDELUXE』の出演時に、2回とも自分だけ別のドラムブースが用意されていた事やドラムセットも自身所有のものではなく番組の持ち回りであった事から「二度と出るもんか」との感想を持ったと述べている。
その他、11月15日にフジテレビ系バラエティ番組『オールナイトフジ』（1983年 - 1991年）に出演し、「B・BLUE」「BEAT SWEET」「ONLY YOU」の3曲を演奏している。当時同番組は生放送の体裁で放送していたが実は収録であり、霧吹きで汗をかいたようにした状態で「今日はどうでしたか?」と締めのコメントを先に収録した後に演奏が行われた事を高橋は自著『スネア』において述べている。また当時「B・BLUE」がベスト10入りした事でTBS系音楽番組『ザ・ベストテン』（1978年 - 1989年）からも出演オファーが届いたが、司会者の思惑通りになってしまう事や待ち時間が長い事を危惧した結果、出演拒否を続ける事になったとも述べている。
12月24日には桑田佳祐が企画した日本テレビ系音楽番組『メリー・クリスマス・ショー』に出演したが、高橋は待ち時間が膨大であったと述べ、「仕出し弁当を3個も食わされるほど待たされた」と述べている。12月26日にはフジテレビ系バラエティ番組『いきなり!フライデーナイト』（1986年 - 1989年）には演奏はなくトークのみで出演した。

## アートワーク
本作のジャケットはレコーディング初日に撮影された。通常ジャケット撮影はレコーディング終了後にコンセプトなどを固めて確定するものであるが、本作は当初からコンセプトが確定しており写真家の加藤正憲によって撮影が行われた。しかし高橋は自身と松井がジャケット裏側になっている事に関して不満の意を述べている。ジャケット撮影後に高橋は家にも帰らず氷室の自宅でシャワーを浴びてからそのままレコーディングに直行しており、「なんでこんなにバタバタしたスケジュールで動かなくちゃいけないんだろう?」と疑問を持ったと述べている。
音楽誌『別冊宝島1322 音楽誌が書かないJポップ批評43 21世紀のBOØWY伝説』にて今井は、本作に関して「ジャケットのインパクトは強烈だった」とし、「ポーズを決めた氷室と布袋の姿は、BOØWYをアイコン化するなら、これしかないだろうというぐらいのものだ」と述べている。

## ツアー

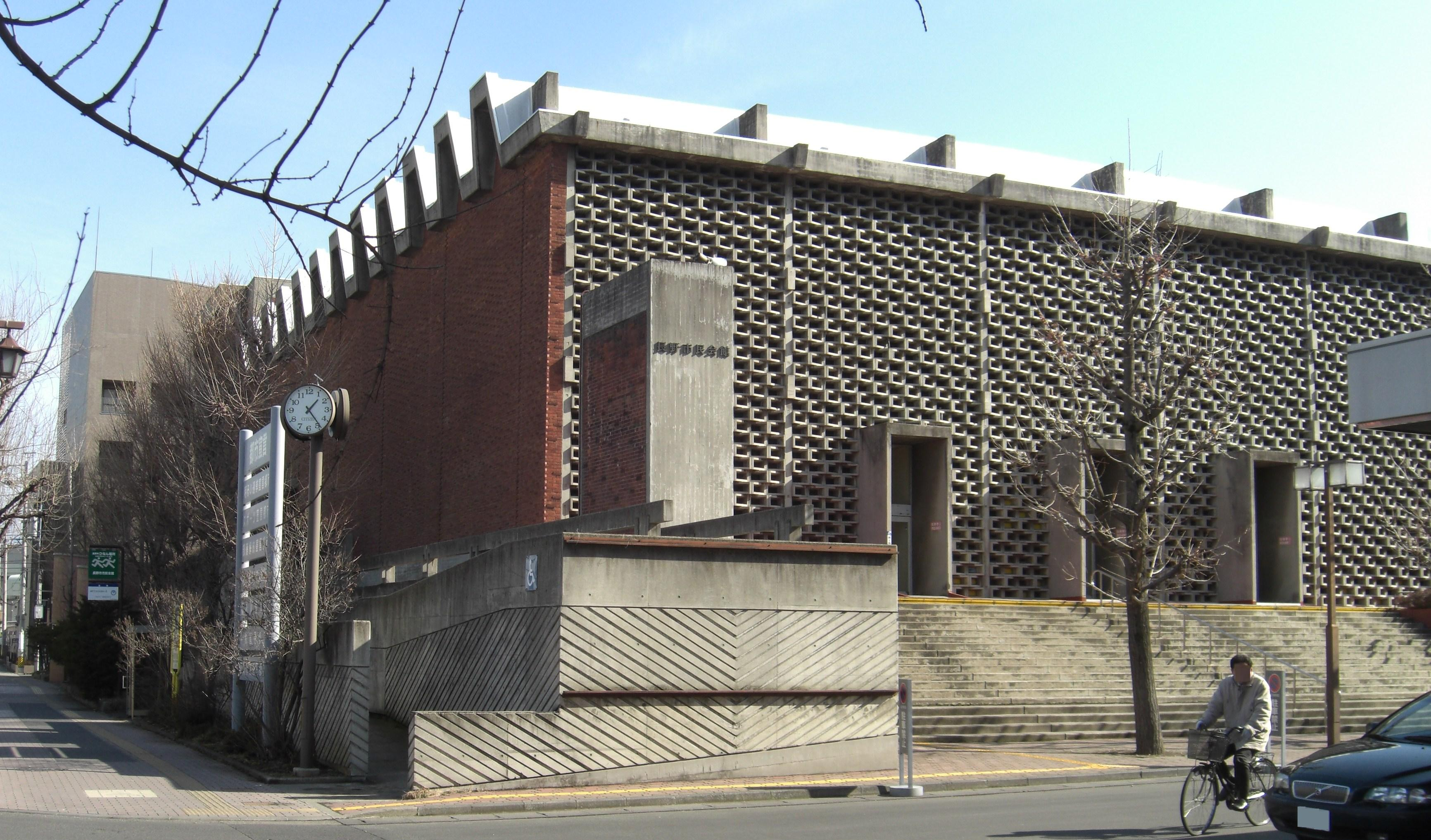
長野市民会館
公演後に解散に関する話し合いが行われた

本作を受けての全国ツアーは、「ROCK’N ROLL CIRCUS TOUR」と題し1986年11月11日の石川厚生年金会館を皮切りに31都市37公演行われた。ツアータイトルの示す通り、当初はサーカスをイメージしたテント小屋を会場にしようと計画していたが、サーカスの管理事務所側から「地ならしのためのゾウを引き取ってもらわないと困る」と言われ断念した。本ツアーでは2度の日本武道館公演が含まれており、後にその模様がライブ・アルバム『GIGS at BUDOKAN BEAT EMOTION ROCK’N ROLL CIRCUS TOUR 1986.11.11〜1987.02.24』（2004年）およびライブ・ビデオ『GIGS at BUDOKAN BEAT EMOTION ROCK’N ROLL CIRCUS TOUR 1986.11.11〜1987.02.24』（2004年）としてリリースされている。
本ツアー12月10日の日本武道館公演において、1曲目は「B·BLUE」からスタートし、「ハイウェイに乗る前に」「BABY ACTION」「RUNAWAY TRAIN」に続き「BAD FEELING」が演奏された。「1994 -LABEL OF COMPLEX-」と「DRAMATIC? DRASTIC!」はメドレー形式で演奏され、「CLOUDY HEART」では歌の途中で氷室が一瞬言い詰まる場面もあった。また氷室は本作がオリコンチャートにて3週連続第1位を記録した事に関して、「俺達の実力のタマモノだゼ!」とMCで発言し、最後は「Dreamin'」が演奏され終幕となった。その後1度目のアンコールでは「ホンキー・トンキー・クレイジー」、2度目のアンコールでは「ONLY YOU」が演奏された。
その他、本ツアー12月16日長野市民会館公演終了後、ホテルのバーにメンバー全員が集まり解散に関しての話し合いが行われた。口火を切ったのは布袋であり、日本国外で自身の可能性を試したい事や、デヴィッド・ボウイの横でギターを弾けるようになりたいとの事からバンドを脱退する意向を示した。この時の話し合いではとりあえずオフを取ってもう1枚アルバムを制作するという方向で落着する事となった。しかしツアーファイナルとなった翌年2月24日の日本武道館公演終了後、マネージャーである土屋浩に召集を掛けられたメンバーは表参道のブルーミン・バーに集合し、プロデューサーである糟谷に解散する意向である事を報告した。高橋は解散に至った理由の一つとして、山下久美子のコンサートツアーに布袋および松井も同行するようになり、山下のプロデューサーから高橋も参加してほしいという要請が布袋から出されている事を知り、BOØWYメンバーの内4人中3人が参加する事となるため氷室を除け者のようにしていると感じた高橋が氷室に報告した所、「来月解散しよう」という話になったと述べている。話し合いが終了した後に氷室は無言でその場を立ち去り、やがて単身ロンドンへ向かう事となった。一方で布袋は解散の理由は4人それぞれが持っており、布袋自身による「絶対に解散せねばならない理由」は「墓まで持っていくつもりだ」と述べている。

## 批評
| 専門評論家によるレビュー                   | 専門評論家によるレビュー |
| レビュー・スコア                           | レビュー・スコア         |
| 出典                                       | 評価                     |
| ------------------------------------------ | ------------------------ |
| オールミュージック                         | [ 64 ]                   |
| CDジャーナル                               | 肯定的                   |
| 別冊宝島653 音楽誌が書かないJポップ批評18  | 肯定的                   |
| 別冊宝島1322 音楽誌が書かないJポップ批評43 | 肯定的                   |

音楽情報サイト『オールミュージック』では3.5点（満5点）と標準的な評価となっているが、本作のサウンド面に対する批評家たちの評価は肯定的な意見が多く占めており、音楽情報サイト『CDジャーナル』では、それまでのBOØWYの作品にあった刺々しさが無くなっていると指摘した上で「一段と格好良さが増し、それがアルバムに出たと思えてきます」とした他、「ポップさを全面に出しつつ、シンセなどを大胆に取り入れた新しいロックの音を確立した」として「頂点を極めたJ-ROCK史に残る名アルバム」と絶賛、音楽誌『別冊宝島653 音楽誌が書かないJポップ批評18 BOØWYと「日本のロック」』においてライターの根本桃GO!は、プロデューサーが佐久間正英から布袋の単独プロデュースに移行した事からビート感が強まったと述べ、高橋および松井によるリズム隊も「より堅固に、より鋭利となり、音全体にビシッと確たる一本の筋が通ったかのようだ」と評した他、理解しやすい曲調で氷室の歌声や布袋のギターが明瞭に浮かび上がる事から「これぞまさに90年代に連なるビート系バンドの原型、お手本といった仕上がりになっている。完成度は非常に高い」と絶賛し、また本作の最大の功績は若者全般にロック音楽を行き渡らせた結果、日本におけるロックバンドの商業化が一気に加速した事であると主張した。その他、音楽誌『別冊宝島1322 音楽誌が書かないJポップ批評43 21世紀のBOØWY伝説』において音楽評論家の今井智子は、本作がバンドのアルバムであるという印象が強いのはプロデューサーが佐久間から布袋に変更されたためであると主張した他、布袋が佐久間から得た技量を遺憾なく発揮した結果、「以前にも増して“BOØWYらしい”作品に仕上がった」と肯定的に評価した。
その他に音楽誌『別冊宝島653 音楽誌が書かないJポップ批評18 BOØWYと「日本のロック」』において根本は、本作によってロック少年やロック少女といった特権的であった集団が消滅し、若者全体にロックを聴く習慣を定着させたことやロックが理解できるという幻想が日本社会に広まったことにより、ロックバンドの商業化を加速化させたことが本作最大の功績であると主張したが、氷室による「ユーミンとかだって、じゃああれが本当にやりたい音楽なのかなぁって考えたら、きっと違うかもしれないし。（中略）無理をしない程度の一種のサービスっていうか。宿命だよね。絵描きだろうが、文を書く人だろうが、曲を作る人だろうが役者だろうが、みんなそういう部分を宿命として持ってる」という言葉を引用した上で、本作こそがBOØWYによる素の音であるにも拘わらず、それを認められないロックミュージシャンとしての性質が影響してBOØWYがユーミンやサザンオールスターズのようになれなかった原因ではないかと推測している。

## チャート成績
オリコンアルバムチャートにおいて、本作のLPは最高位第1位の登場週数49回で売り上げ枚数は21.7万枚となった。その後も売り上げを伸ばしていき、CDおよびCTも含めた最終的な累計では売り上げ枚数は約109万枚となった。高橋は自著『スネア』にて本作が累計で120万枚となったとし、東芝から「オリコン1位おめでとう」のメッセージと共に木箱に入った赤いバラが贈与された事を述べている。
オリジナル版はBOØWYのアルバム売上ランキングにおいて第5位となったほか、2012年版は第35位、2017年版は第43位となっている。ねとらぼ調査隊によるBOØWYのアルバム人気ランキングでは2021年および2023年の2回の調査において第2位となった。

## 収録曲

### LP版
| #         | タイトル                                  | 作詞      | 作曲      | 編曲      | 時間  |
| --------- | ----------------------------------------- | --------- | --------- | --------- | ----- |
| 1.        | 「B・BLUE」(ビー・ブルー)                 | 氷室京介  | 布袋寅泰  | 布袋寅泰  | 3:56  |
| 2.        | 「ONLY YOU」(オンリー・ユー)              | 氷室京介  | 布袋寅泰  | 布袋寅泰  | 4:10  |
| 3.        | 「RUNAWAY TRAIN」(ランナウェイ・トレイン) | 氷室京介  | 布袋寅泰  | 布袋寅泰  | 3:21  |
| 4.        | 「BEAT SWEET」(ビート・スウィート)        | 氷室京介  | 布袋寅泰  | 布袋寅泰  | 3:23  |
| 5.        | 「DON’T ASK ME」(ドント・アスク・ミー)    | 氷室京介  | 氷室京介  | 布袋寅泰  | 3:23  |
| 6.        | 「B・E・L・I・E・V・E」(ビリーヴ)         | 氷室京介  | 布袋寅泰  | 布袋寅泰  | 4:19  |
| 合計時間: | 合計時間:                                 | 合計時間: | 合計時間: | 合計時間: | 22:32 |

| #         | タイトル                                                                                              | 作詞       | 作曲      | 編曲      | 時間  |
| --------- | --- | ---------- | --------- | --------- | ----- |
| 7.        | 「SUPER-CALIFRAGILISTIC-EXPIARI-DOCIOUS」(スーパー・カリフラジリスティック・エクスピアリ・ドーシャス) | 布袋寅泰   | 布袋寅泰  | 布袋寅泰  | 3:00  |
| 8.        | 「DOWN TOWN SHUFFLE」(ダウン・タウン・シャッフル)                                                     | 氷室京介   | 布袋寅泰  | 布袋寅泰  | 3:30  |
| 9.        | 「RAIN IN MY HEART」(レイン・イン・マイ・ハート)                                                      | 松井恒松   | 布袋寅泰  | 布袋寅泰  | 3:52  |
| 10.       | 「DRAMATIC? DRASTIC!」(ドラマティック？ ドラスティック！)                                             | 高橋まこと | 布袋寅泰  | 布袋寅泰  | 4:17  |
| 11.       | 「OUR REVOLUTION」(アワー・レボリューション)                                                          | 氷室京介   | 布袋寅泰  | 布袋寅泰  | 3:52  |
| 12.       | 「SENSITIVE LOVE」(センシティヴ・ラヴ)                                                                | 氷室京介   | 氷室京介  | 布袋寅泰  | 2:33  |
| 合計時間: | 合計時間:                                                                                             | 合計時間:  | 合計時間: | 合計時間: | 21:04 |

### CT・CD版
- CD付属の歌詞カードに記載されたクレジットを参照[75]。

| #         | タイトル                                  | 作詞      | 作曲      | 編曲      | 時間  |
| --------- | ----------------------------------------- | --------- | --------- | --------- | ----- |
| 1.        | 「B・BLUE」(ビー・ブルー)                 | 氷室京介  | 布袋寅泰  | 布袋寅泰  | 3:56  |
| 2.        | 「ONLY YOU」(オンリー・ユー)              | 氷室京介  | 布袋寅泰  | 布袋寅泰  | 4:10  |
| 3.        | 「RUNAWAY TRAIN」(ランナウェイ・トレイン) | 氷室京介  | 布袋寅泰  | 布袋寅泰  | 3:21  |
| 4.        | 「BEAT SWEET」(ビート・スウィート)        | 氷室京介  | 布袋寅泰  | 布袋寅泰  | 3:23  |
| 5.        | 「NOISE LIMITTER」(ノイズ・リミッター)    | 氷室京介  | 氷室京介  | 布袋寅泰  | 2:39  |
| 6.        | 「DON’T ASK ME」(ドント・アスク・ミー)    | 氷室京介  | 氷室京介  | 布袋寅泰  | 3:23  |
| 7.        | 「B・E・L・I・E・V・E」(ビリーヴ)         | 氷室京介  | 布袋寅泰  | 布袋寅泰  | 4:19  |
| 合計時間: | 合計時間:                                 | 合計時間: | 合計時間: | 合計時間: | 25:11 |

| #         | タイトル                                                                                              | 作詞       | 作曲      | 編曲      | 時間  |
| --------- | --- | ---------- | --------- | --------- | ----- |
| 8.        | 「SUPER-CALIFRAGILISTIC-EXPIARI-DOCIOUS」(スーパー・カリフラジリスティック・エクスピアリ・ドーシャス) | 布袋寅泰   | 布袋寅泰  | 布袋寅泰  | 3:00  |
| 9.        | 「DOWN TOWN SHUFFLE」(ダウン・タウン・シャッフル)                                                     | 氷室京介   | 布袋寅泰  | 布袋寅泰  | 3:30  |
| 10.       | 「WORKING MAN」(ワーキング・マン)                                                                     | 松井恒松   | 布袋寅泰  | 布袋寅泰  | 2:44  |
| 11.       | 「RAIN IN MY HEART」(レイン・イン・マイ・ハート)                                                      | 松井恒松   | 布袋寅泰  | 布袋寅泰  | 3:52  |
| 12.       | 「DRAMATIC? DRASTIC!」(ドラマティック？ ドラスティック！)                                             | 高橋まこと | 布袋寅泰  | 布袋寅泰  | 4:17  |
| 13.       | 「OUR REVOLUTION」(アワー・レボリューション)                                                          | 氷室京介   | 布袋寅泰  | 布袋寅泰  | 3:52  |
| 14.       | 「SENSITIVE LOVE」(センシティヴ・ラヴ)                                                                | 氷室京介   | 氷室京介  | 布袋寅泰  | 2:33  |
| 合計時間: | 合計時間:                                                                                             | 合計時間:  | 合計時間: | 合計時間: | 23:48 |

## スタッフ・クレジット
- CD付属の歌詞カードに記載されたクレジットを参照[75]。

### BOØWY
- 氷室京介 – ボーカル
- 布袋寅泰 – ギター
- 松井恒松 – ベース
- 高橋まこと – ドラム

### 参加ミュージシャン
- 松武秀樹 – シンセサイザー・オペレーター
- 鈴木浩之 – シンセサイザー・オペレーター
- 田久保誓一 – シンセサイザー・オペレーター
- 矢口博康 – サックス
- ホッピー神山 – キーボード
- 山下久美子 – コーラス（クレジット表記なし）

### 録音スタッフ
- 布袋寅泰 – サウンド・プロデューサー
- 坂元達也 – レコーディング・エンジニア、リミックス・エンジニア
- 川口聡 – アシスタント・エンジニア
- 園田一恵 – アシスタント・エンジニア
- 岡崎ヨシオ – マスタリング・エンジニア

### 美術スタッフ
- カッツ三宅 – アートディレクション、デザイン
- 加藤正憲 – 撮影
- TACO AIDA – スタイリスト

### その他スタッフ
- 糟谷銑司（ユイ・ロック・プロジェクト） – プロデューサー
- 子安次郎（東芝EMI） – ディレクター
- 土屋浩（ユイ・ロック・プロジェクト） – マネージャー
- ゾンビ鈴木 – ローディー
- ワンワン関口 – ローディー
- 後藤由多加 – エグゼクティブ・プロデューサー
- 石坂敬一 – エグゼクティブ・プロデューサー

## チャート
| チャート         | リリース年 | 最高順位 | 登場週数 | 売上数   | 規格 | 出典   |
| ---------------- | ---------- | -------- | -------- | -------- | ---- | ------ |
| 日本（オリコン） | 1986年     | 1位      | 49回     | 21.7万枚 | LP   | [ 2 ]  |
| 日本（オリコン） | 1986年     | 37位     | 22回     | 6.8万枚  | CD   | [ 76 ] |
| 日本（オリコン） | 2012年     | 79位     | 2回      | 0.2万枚  | BSCD | [ 77 ] |

## リリース日一覧
| No. | リリース日     | レーベル                                    | 規格         | カタログ番号 | 備考 | 出典                 |
| --- | -------------- | ------------------------------------------- | ------------ | ------------ | --- | -------------------- |
| 1   | 1986年11月8日  | 東芝EMI／イーストワールド                   | LP           | WTP-90438    | | [ 78 ] [ 76 ]        |
| 2   | 1986年11月8日  | 東芝EMI／イーストワールド                   | CD           | CA32-1325    | | [ 76 ] [ 65 ] [ 79 ] |
| 3   | 1986年11月8日  | 東芝EMI／イーストワールド                   | CT           | ZH28-1743    | | [ 76 ]               |
| 4   | 1991年12月24日 | 東芝EMI／イーストワールド                   | CD           | TOCT-6395    | CD-BOX『BOØWY COMPLETE LIMITED EDITION』収録                                                                                  | [ 38 ]               |
| 5   | 1993年3月3日   | 東芝EMI／イーストワールド                   | CD           | TOCT-6395    | CD-BOX『BOØWY COMPLETE REQUIRED EDITION』収録                                                                                 | [ 80 ]               |
| 6   | 2002年3月29日  | 東芝EMI／イーストワールド                   | CD           | TOCT-24795   | CD-BOX『BOØWY COMPLETE 21st CENTURY 20th ANNIVERSARY EDITION』収録 20ビット・デジタルリマスター盤                             | [ 81 ] [ 82 ]        |
| 7   | 2005年2月16日  | 東芝EMI／イーストワールド                   | CD           | TOCT-25613   | 24ビット・デジタルリマスター盤                                                                                                | [ 66 ] [ 83 ]        |
| 8   | 2007年12月24日 | EMIミュージック・ジャパン／イーストワールド | CD           | TOCT-26495   | 24ビット・デジタルリマスター盤 、紙ジャケット仕様、LP盤のレーベルを再現                                                       | [ 84 ] [ 85 ]        |
| 9   | 2012年12月24日 | EMIミュージック・ジャパン／イーストワールド | BSCD2        | TOCT-98004   | | [ 86 ] [ 87 ]        |
| 10  | 2016年9月5日   | ユニバーサルミュージックジャパン            | AAC-LC       | -            | デジタル・ダウンロード | [ 88 ]               |
| 11  | 2016年9月5日   | ユニバーサルミュージックジャパン            | ロスレスFLAC | -            | デジタル・ダウンロード | [ 89 ]               |
| 12  | 2017年6月28日  | ユニバーサルミュージックジャパン            | CD           | UPCY-9684    | 2007年リリースの紙ジャケット仕様（旧品盤TOCT-26495）を限定復刻                                                                | [ 90 ] [ 91 ]        |
| 13  | 2017年7月26日  | ユニバーサルミュージックジャパン            | LP           | UPJY-9069    | オリジナルアルバムのLPを完全限定復刻 180g重量盤、LAバーニー・グランドマン・マスタリングにてカッティング                       | [ 92 ] [ 93 ]        |
| 14  | 2018年3月28日  | ユニバーサルミュージックジャパン            | ハイレゾFLAC | -            | デジタル・ダウンロード オリジナルマスターから96kHz/24bitのハイレゾリューションオーディオ化 リマスタリング担当はオノ・セイゲン | [ 94 ] [ 95 ]        |